# Religiose della comunicazione sociale
Le Religiose della Comunicazione Sociale (in spagnolo Religiosas de la Comunicación Social) sono un istituto religioso femminile di diritto pontificio: le suore di questa congregazione pospongono al loro nome la sigla R.C.S.

## Storia
La congregazione fu fondata a Bogotà il 27 maggio 1945 dal sacerdote Emilio Sotomayor Luque.
Ottenuto il nihil obstat della Santa Sede nel 1968, fu canonicamente eretto in istituto religioso con decreto del 17 aprile 1969 dell'arcivescovo di Bogotá, Aníbal Muñoz Duque.

## Attività e diffusione
Le suore si dedicano alla diffusione del messaggio cristiano attraverso la stampa e gli altri mezzi di comunicazione.
Sono presenti in Colombia, Ecuador, Panama e Venezuela; la sede generalizia è a Bogotà.
Alla fine del 2008 la congregazione contava 93 religiose in 24 case.